# Puchar Polski w piłce siatkowej kobiet (2015/2016)
Puchar Polski w piłce siatkowej kobiet 2015/2016 – 59. sezon rozgrywek o siatkarski Puchar Polski odbywający się od 1932 roku. 

## System rozgrywek
Rozgrywki składały się z pięciu rund wstępnych, ćwierćfinałów i turnieju finałowego. Drużyny, które grają w II lidze rozpoczynają od 1. rundy. Następnie w 3. rundzie do zwycięzców z 2. rundy dojdą drużyny z I ligi, następnie w 6. rundzie rozpoczną rozgrywki drużyny z PlusLigi, które po pierwszej części sezonu zajęły miejsca 5-10. A od ćwierćfinału występować będą drużyny z pierwszej czwórki pierwszej części sezonu zasadniczego. Gospodarzem w rundach wstępnych jest drużyna, która zajęła niższą pozycję w klasyfikacji końcowej lub z niższej ligi.

## Drużyny uczestniczące
| ORLEN Liga 12 drużyn                     | ORLEN Liga 12 drużyn |
| ---------------------------------------- | -------------------- |
| KPS Chemik Police                        | zwycięzca            |
| PGE Atom Trefl Sopot                     | finał                |
| Polski Cukier Muszynianka Fakro Bank BPS | półfinał             |
| Impel Wrocław                            | ćwierćfinał          |
| Tauron Banimex MKS Dąbrowa Górnicza      | ćwierćfinał          |
| Siódemka SK bank Legionovia              | ćwierćfinał          |
| Budowlani Łódź                           | półfinał             |
| BKS Aluprof Bielsko-Biała                | 6. runda             |
| AZS KSZO Ostrowiec Świętokrzyski         | 6. runda             |
| PGNiG Nafta Piła                         | 7. runda             |
| KS Developres Rzeszów                    | ćwierćfinał          |
| KS Pałac Bydgoszcz                       | 6. runda             |

| I liga 12 drużyn                     | I liga 12 drużyn |
| ------------------------------------ | ---------------- |
| MLKS Roltex Zawisza Sulechów         | 3. runda         |
| ŁKS Commercecon Łódź                 | 7. runda         |
| Budowlani Toruń                      | 2. runda         |
| Joker Mekro Energoremont Świecie     | 3. runda         |
| Sokołów Nike Węgrów                  | 2. runda         |
| KS Murowana Goślina                  | 4. runda         |
| Silesia Volley Mysłowice/Chorzów     | 2. runda         |
| PWSZ Karpaty Krosno                  | 2. runda         |
| SMS PZPS Szczyrk                     | 2. runda         |
| Wisła Warszawa                       | 6. runda         |
| KŚ AZS Politechniki Śląskiej Gliwice | 3. runda         |
| PSPS Chemik Police                   | 2. runda         |

| niższe ligi 7 drużyn       | niższe ligi 7 drużyn |
| -------------------------- | -------------------- |
| MKS Skawa Wadowice         | 1. runda             |
| AGH Kraków                 | 3. runda             |
| TKS Tychy                  | 1. runda             |
| WTS Solna Wieliczka        | 4. runda             |
| UKS IFLO Biała Podlaska    | 1. runda             |
| E.Leclerc Orzeł Elbląg     | 2. runda             |
| NOSiR Nowy Dwór Mazowiecki | 2. runda             |

## Rozgrywki

### 1. runda
NOSiR Nowy Dwór Maz. ma wolny los
| Data       | Drużyna 1               | Wynik | Drużyna 2               | Sety                |
| ---------- | ----------------------- | ----- | ----------------------- | ------------------- |
| 07.10.2015 | MKS Skawa Wadowice      | 0:3   | AGH Kraków              | 12:25, 16:25, 13:25 |
| 07.10.2015 | TKS Tychy               | 0:3   | WTS Solna Wieliczka     | 14:25, 13:25, 16:25 |
| 07.10.2015 | UKS IFLO Biała Podlaska | 0:3   | E. Leclerc Orzeł Elbląg | 13:25, 18:25, 4:25  |

### 2. runda
| Data       | Drużyna 1                    | Wynik | Drużyna 2                | Sety                              |
| ---------- | ---------------------------- | ----- | ------------------------ | --------------------------------- |
| 08.11.2015 | PSPS Chemik Police           | 0:3   | Roltex Zawisza Sulechów  | 16:25, 19:25, 20:25               |
| 21.10.2015 | KS Murowana Goślina          | 3:2   | Budowlani Toruń          | 25:19, 22:25, 19:25, 32:30, 16:14 |
| 21.10.2015 | E. Leclerc Orzeł Elbląg      | 0:3   | Joker Świecie            | 9:25, 17:25, 19:25                |
| 21.10.2015 | Nike Węgrów                  | 0:3   | Wisła Warszawa           | 23:25, 18:25, 20:25               |
| 21.10.2015 | NOSiR Nowy Dwór Maz.         | 2:3   | ŁKS Commercecon Łódź     | 17:25, 25:23, 27:25, 22:25, 13:15 |
| 21.10.2015 | AZS Politechniki Śl. Gliwice | 3:1   | SMS PZPS Szczyrk         | 25:20, 21:25, 25:17, 25:17        |
| 21.10.2015 | AGH Kraków                   | 3:2   | Silesia Volley Mysłowice | 22:25, 25:23, 23:25, 25:13, 15:10 |
| 21.10.2015 | WTS Solna Wieliczka          | 3:1   | Karpaty Krosno           | 25:13, 16:25, 25:21, 25:22        |

### 3. runda
| Data       | Drużyna 1                    | Wynik | Drużyna 2               | Sety                              |
| ---------- | ---------------------------- | ----- | ----------------------- | --------------------------------- |
| 11.11.2015 | KS Murowana Goślina          | 3:0   | Roltex Zawisza Sulechów | walkower                          |
| 11.11.2015 | Wisła Warszawa               | 3:1   | Joker Świecie           | 25:22, 25:18, 24:26, 27:25        |
| 11.11.2015 | AZS Politechniki Śl. Gliwice | 2:3   | ŁKS Commercecon Łódź    | 24:26, 25:19, 25:27, 25:22, 17:19 |
| 11.11.2015 | WTS Solna Wieliczka          | 3:0   | AGH Kraków              | 25:14, 26:24, 25:18               |

### 4. runda
| Data       | Drużyna 1           | Wynik | Drużyna 2            | Sety                             |
| ---------- | ------------------- | ----- | -------------------- | -------------------------------- |
| 09.12.2015 | Wisła Warszawa      | 3:1   | KS Murowana Goślina  | 25:16, 20:25, 25:18, 25:20       |
| 09.12.2015 | WTS Solna Wieliczka | 2:3   | ŁKS Commercecon Łódź | 18:25, 23:25, 25:23, 25:18, 9:15 |

### 6. runda
| Data       | Drużyna 1                    | Wynik | Drużyna 2                              | Sety                       |
| ---------- | ---------------------------- | ----- | -------------------------------------- | -------------------------- |
| 17.02.2016 | ŁKS Commercecon Łódź         | 3:0   | BKS Aluprof Profi Credit Bielsko-Biała | 25:19, 25:17, 25:19        |
| 17.02.2016 | KSZO Ostrowiec Świętokrzyski | 0:3   | Developres SkyRes Rzeszów              | 23:25, 17:25, 12:25        |
| 17.02.2016 | PTPS Piła                    | 3:0   | Pałac Bydgoszcz                        | 25:15, 25:14, 25:18        |
| 17.02.2016 | Wisła Warszawa               | 1:3   | Legionovia Legionowo                   | 25:19, 22:25, 21:25, 24:26 |

### 7. runda
| Data       | Drużyna 1            | Wynik | Drużyna 2                 | Sety                       |
| ---------- | -------------------- | ----- | ------------------------- | -------------------------- |
| 01.03.2016 | ŁKS Commercecon Łódź | 0:3   | Developres SkyRes Rzeszów | 22:25, 21:25, 20:25        |
| 02.03.2016 | Legionovia Legionowo | 3:1   | PTPS Piła                 | 35:33, 25:22, 21:25, 25:14 |

### Ćwierćfinał
| Data       | Drużyna 1                              | Wynik | Drużyna 2                           | Sety                             |
| ---------- | -------------------------------------- | ----- | ----------------------------------- | -------------------------------- |
| 16.03.2016 | Budowlani Łódź                         | 3:0   | Tauron Banimex MKS Dąbrowa Górnicza | 25:18, 25:19, 25:23              |
| 16.03.2016 | Polski Cukier Muszynianka Enea Muszyna | 3:2   | Impel Wrocław                       | 25:22, 25:15, 19:25, 16:25, 15:9 |
| 16.03.2016 | Legionovia Legionowo                   | 0:3   | PGE Atom Trefl Sopot                | 17:25, 21:25, 22:25              |
| 23.03.2016 | Chemik Police                          | 3:0   | Developres SkyRes Rzeszów           | 25:13, 25:23, 25:17              |

### Półfinał
| Data       | Drużyna 1                              | Wynik | Drużyna 2            | Sety                       |
| ---------- | -------------------------------------- | ----- | -------------------- | -------------------------- |
| 02.04.2016 | Chemik Police                          | 3:1   | Budowlani Łódź       | 25:14, 25:19, 24:26, 25:23 |
| 02.04.2016 | Polski Cukier Muszynianka Enea Muszyna | 0:3   | PGE Atom Trefl Sopot | 16:25, 21:25, 15:25        |

### Finał
| Data       | Drużyna 1     | Wynik | Drużyna 2            | Sety                       |
| ---------- | ------------- | ----- | -------------------- | -------------------------- |
| 03.04.2016 | Chemik Police | 3:1   | PGE Atom Trefl Sopot | 19:25, 25:13, 25:21, 26:24 |